# Gaius Cassius Regallianus
Gaius Cassius Regallianus (floruit 202) a fost "consul suffectus" cu Titus Murenius Severus.
Consulul Regallianus și colegul lui Severus au fost necunoscuți istoricilor până la publicarea în 2001 a unei diplome militare. Această descoperire, și mai ales existența lui Regallianus, a atras atenția oamenilor de știință, singura apariție a numelui "Regal(l)ianus" este cea a unui uzurpator care s-a răsculat împotriva împăratului Gallienus ( 256 -268), Regalianus. Acest uzurpator s-a răzvrătit împotriva lui Gallienus, în 260, în zona Dunării: monede bătute de uzurpator poartă numele lui ca "P C REGALIANVS", numele este de obicei extins la "Cornelius", cu toate că alte posibilități nu sunt excluse.
Importanța acestei descoperiri este că uzurpatorul Regalianus era atestat doar de monedele bătute de el, și o bucată mică din nesigura Historia Augusta: prezența, la începutul secolului al III-lea a unui consul cu numele rar de Regalianus și dintr-o familie al cărui nume începe cu "C" deschide calea unor posibilități interesante. Acest lucru ar rezolva, de asemenea, o problemă legată de un pasaj din Historia Augusta, potrivit căruia Regalianus a fost de rang ecvestru, în timp ce funcția de guvernator necesita rang senatorial, ca și calitatea de consul.